# Жизнь богемы (фильм, 1992)
«Жизнь богемы» (фр. La Vie de Bohème, в прокате Финляндии — фин. Boheemielämää) — фильм финского режиссёра Аки Каурисмяки по мотивам романа Анри Мюрже «Сцены из жизни богемы». В своих интервью кинематографист подчёркивает, что его работа основана именно на литературном произведении и ничего общего не имеет с оперой Джакомо Пуччини, который, по его словам, «разрушил всю идею книги». Картина снята кинематографистами нескольких стран в 1990 году (премьера — 1992 год) и удостоена наград и номинаций четырёх европейских кинофестивалей.

## Сюжет
Франция, 1960—1970-е годы. Трое мужчин — представителей творческой богемы Парижа, считающих себя непризнанными гениями, ведут жизнь на грани нищеты: Родольфо — художник, прибывший нелегально из Албании, Марсель — писатель, француз, Шонар — композитор, ирландец. Редкие случаи, когда молодым людям удаётся немного разбогатеть, завершаются щедрыми, но недолгими товарищескими разгулами. Повседневность и ежедневный поиск средств к существованию скрашивают творчество и романтическая увлечённость девушками. Однако достаточно скоро подруга Марселя Мюзетта выбирает брак по расчёту и обеспеченное существование в провинции, а возлюбленная Родольфо Мими умирает у него на руках от туберкулёза.
 

Аки Каурисмяки о своём фильме:
Грустная комедия, которую, кстати, можно назвать мелодрамой, рассказывает об их жизни как на фоне взаимоотношений с Мими и Мюзеттой, двумя красотками из деревни, затерявшимися в пропасти большого города, так и на фоне более заурядных фигур. Ежедневное существование этой троицы – само по себе гениальное произведение. <…>Интрига фильма настолько сложна, что, чтобы объяснить её, понадобилось бы созвать комиссию.

## В ролях
- Матти Пеллонпяя — Родольфо, художник
- Эвелин Диди — Мими
- Андре Вильм — Марсель Маркс, писатель
- Кари Вяянянен — Шонар, композитор
- Кристина Мурильо — Мюзетта
- Жан-Пьер Лео — Бланшерон
- Карлос Сальгадо — официант
- Алексис Ницер — Бернар
- Сильви ван ден Эльзен — мадмуазель Бернар
- собака Аки Каурисмяки по кличке Лайка[4] — Бодлер

## Художественные особенности
Несмотря на интернациональный состав актёров, почерк финского режиссёра узнаваем по скандинавской сдержанности.

## Награды
- 1992 год — Берлинский международный кинофестиваль: приз ФИПРЕССИ (Аки Каурисмяки);
- 1992 год — Премия Европейской киноакадемии: Лучшая мужская роль (Матти Пеллонпяя), Лучшая мужская роль второго плана (Андре Вильмс); номинация в категориях Лучший фильм, Лучшая актриса второго плана;
- 1993 год — Национальная финская кинопремия Юсси: Лучший режиссёр (Аки Каурисмяки).

Кроме того, в 1992 году Аки Каурисмяки был удостоен ордена Почётного легиона, в том числе и в связи с выходом фильма, который был снят в Париже, и где все диалоги были написаны на французском языке.

## Критика
Творческая среда изображена режиссёром, по мнению критиков, вполне достоверно — без лишнего пафоса и трагизма: всё происходит буднично и естественно, и, вероятно, поэтому столь сильно трогает. Достаточно высоко отозвался о фильме обозреватель «The New York Times»: 
Это изящная, обманчивая комедия, которая издевается над условностями искусства и романтической любви, признавая их при этом единственным средством спасения.